# Ingegärd Töpel

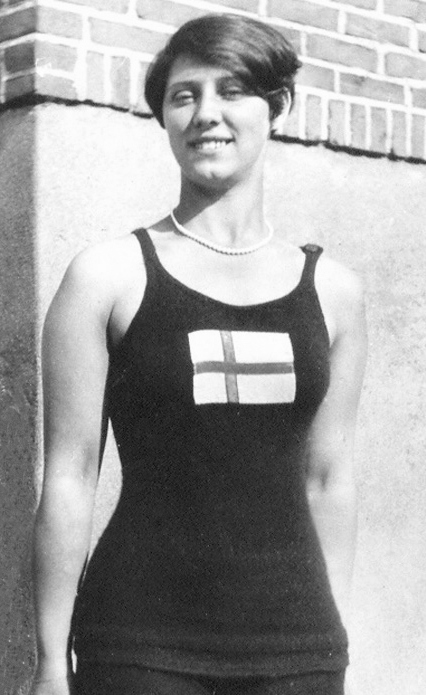
Ingegärd Töpel

Ingegärd Margareta Töpel, später Ingegärd Margareta Karlsson, (* 13. Mai 1906 in Göteborg; † 11. Juli 1988 ebenda) war eine schwedische Wasserspringerin.
Ingegärd Töpel vom SK Najaden nahm 1928 bei den Olympischen Spielen in Amsterdam zusammen mit ihrer Schwester Hjördis Töpel am Wettbewerb im Turmspringen teil. In der Qualifikation mussten zwei Sprünge vom Fünf-Meter-Turm und zwei Sprünge vom 10-Meter-Turm gezeigt werden. Die ersten drei Springerinnen jeder Gruppe erreichten das Finale. Ingegärd Töpel belegte in ihrer Vorrundengruppe den fünften Platz und lag damit drei Plätze vor ihrer Schwester.